# Camillo Brero
Camillo Brero (Druent, 4 marzo 1926 – Pianezza, 10 gennaio 2018) è stato un poeta e scrittore italiano.
Ha dedicato la sua vita all'insegnamento, alla ricerca e alla scrittura della lingua piemontese.

## Biografia
Nato a Druent il 4 marzo 1926, perse suo padre all'età di cinque anni. Incoraggiato da Nino Costa, cominciò la sua attività letteraria nel 1944, pubblicando la sua prima poesia sulla rivista Ël tòr. Nel 1946 conobbe Giuseppe Pacotto e i membri della Companìa dij Brandé, gruppo di poeti e scrittori scriventi in lingua piemontese. Alla morte di Pacotto, prendendo le redini del movimento letterario subalpino, scrisse la prima grammatica piemontese di concezione moderna (1967), due vocabolari (1976 e 1982), e portò la lenga nelle scuole, conferendole i corretti strumenti didattici. Oltre a essere stato il primo ad portare la letteratura piemontese nelle radio e televisioni, scrisse anche la Storia della Letteratura Piemontese in tre volumi, riportando alla luce gli scritti di poeti e scrittori quasi dimenticati. Figurante tra i fondatori della Ca dë Studi Piemontèis, si è spento il 10 gennaio 2018 nella sua casa a Pianezza.
Nel 2024, dalle poesie di Brero Ël Drapò e Piemont dev vive è stato tratto il testo del brano Ël Drapò a deuv vive, musicato da Fulvio Creux e adottato come inno ufficiale del Piemonte.

## Opere
- L'anima mia a s'anandìa, Musicalbrandé, 1968

- Piemonte in favola. Favole e leggende piemontesi, Editrice Il Punto, 1995

- Vocabolario piemontese, Editrice Il Punto, 1997

- Biancafiòca e autre fàule, Editrice Il Punto, 1998

- Fàule, conte e legende dla tradission popolar piemontèisa, Editrice Il Punto,2011

- Grammatica della lingua piemontese: parola, vita, letteratura, L'Artistica Editrice, 2015

- Arsetari dla cusin-a piemontèisa. Ricettario della cucina piemontese, Editrice Il Punto, 2021 (postumo)